# NGC 3044
NGC 3044 је спирална галаксија у сазвежђу Секстант која се налази на NGC листи објеката дубоког неба.
Деклинација објекта је + 1° 34' 46" а ректасцензија 9h 53m 40,8s. Привидна величина (магнитуда) објекта NGC 3044 износи 11,8 а фотографска магнитуда 12,5. Налази се на удаљености од 20,6000 милиона парсека од Сунца. NGC 3044 је још познат и под ознакама UGC 5311, MCG 0-25-31, CGCG 7-56, FGC 965, IRAS 09511+0148, PGC 28517.